# (469219) Kamoʻoalewa
(469219) Kamoʻoalewa, auparavant 2016 HO3, est un quasi-satellite de la Terre,. Il a été découvert le 27 avril 2016 par le programme Pan-STARRS à l'observatoire du Haleakalā sur l'île hawaïenne de Maui et a reçu son numéro et son nom permanent le 6 avril 2019.
Selon les calculs de la NASA, c'est un quasi-satellite de la Terre depuis près de cent ans. Stable, il devrait le rester encore plusieurs siècles. Le précédent objet de ce type découvert, 2003 YN107, n'était resté en orbite autour de la Terre que pendant une dizaine d'années.
(469219) Kamoʻoalewa ne s'approche jamais à moins de 14 millions de kilomètres de la Terre, son mouvement oscillant maintenant entre 38 et 100 fois la distance Terre-Lune.

## Galerie

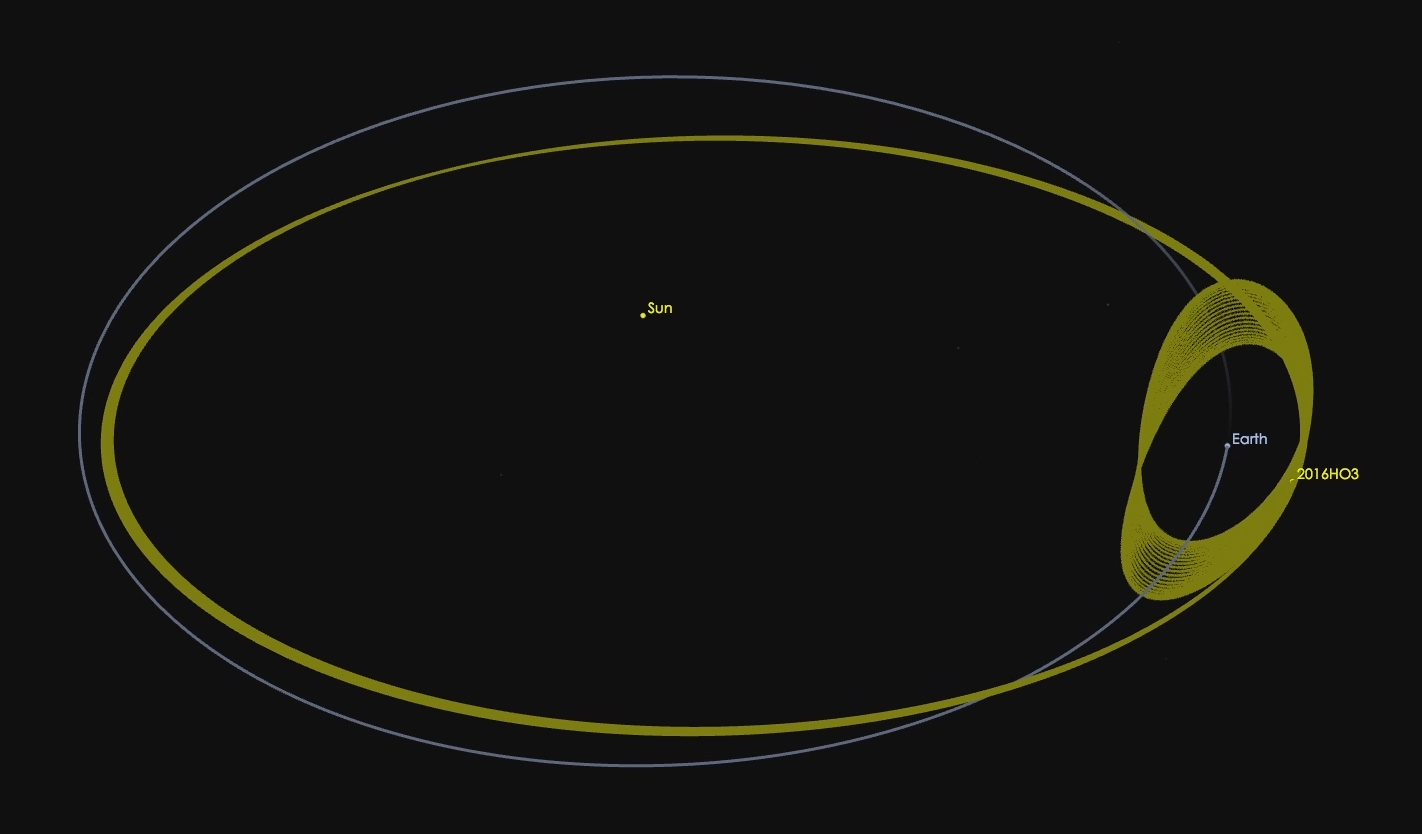
L’astéroïde (469219) Kamoʻoalewa est un compagnon permanent de la Terre, ici dans un système de référence en rotation, la Terre étant représentée fixe.
- L'astéroïde (469219) Kamoʻoalewa en orbite autour du Soleil et de la Terre.

## Composition et origine
Le spectre de réflexion de Kamoʻoalewa indique qu'il est essentiellement constitué de silicates et que sa surface a subi une importante érosion spatiale. Comparé au spectre d'autres échantillons terrestres et extraterrestres, c'est de celui de différents échantillons lunaires qu'il se rapproche le plus : Kamoʻoalewa pourrait être un fragment de la Lune, arraché par un impact.

## Exploration
La Chine annonce le 18 avril 2019 son intention d'explorer l'objet. La sonde Tianwen 2 est lancé le 29 mai 2025. Elle doit à la fois en rapporter des échantillons de sol et survoler 311P/PANSTARRS.

## Nom
Kamoʻoalewa fait allusion à un objet céleste qui oscille, comme sa trajectoire dans le ciel, vu depuis la Terre, en langue hawaïenne.
Nom conçu par A Hua He Inoa, du Centre astronomique de ʻImiloa (en) de Hawaï.